# ЦЕР-22
ЦЕР-22 (или ЦЕР модел 22) је рани транзисторски дигитални рачунар из серије ЦЕР (Цифарски Електронски Рачунар), а произведена су само три примерка овог рачунара у Институту „Михајло Пупин“, Београд.
ЦЕР-22 је рачунар развијан и пројектован од 1967. до 1969. године, а био је намењен за пословне примене у банкама (за даљинске операције) и неким комуналним предузећима. Коришћен је за обраде података и планирање пословних одлука (у периоду од 1968. до 1975. године) у следећа три београдска предузећа: Беобанка, Југопетрол- Београд и Београдски водовод (БВК). У оквиру рада система ЦЕР-22 у Београдској банци је остварена, први пут у Југославији, он-лајн мрежа дигиталних уређаја ( даљинских терминала). Види Лит. бр.2 и 3 доле за тзв.систем PIS са телепринтерима у филијалама банке (аутори: Р. Илић, В. Потић, Д. Христовић, М. Момчиловић). 
Руководиоци пројекта као и састав развојних тимова за поједине рачунаре ЦЕР-22 били су:
- инж. Душан Христовић, мр. Светомир Ојданић, мр. Веселин Потић, Радивоје Илић, за Беобанку;
- др Мирослав Јоцковић, инж. Бранимир Лепосавић, инж. Михаило Шавикин, мр. Владан Павловић, инж. Љубивоје Марковић за Југопетрол;
- мр. Владислав Пауновић, мр. Милош Марјановић, инж. Петар Врбавац, Драгиша Тинковић, за Београдски Водовод БВК.

## Техничке карактеристике рачунара ЦЕР-22
- Технологија: IC (MSI), транзисторска и диодна логичка кола.
- Штампане плочице логичких кола са рибон-конекторима;
- Перформансе процесора: осам група инструкција (укупно има 48; формат 3 бајта (код + адресни део), BCD вишециклична обрада је била око 10 микросекунди;
- Магнетно-феритна примарна меморија: 32 КВ (време циклуса је 2 микросекунде);
- Секундарна меморија: дискови CDC-854 (максимално 8 јединица);
- Читач и бушач картица типа Creed: брзине рада 300 карт/мин. и 150 карт/мин;
- Читач и бушач папирне траке типа „Facit“: брзине 1000 зн/сек и 150 зн/сек;
- Линијски штампач, тип DP MZ-4: 128 зн/ред, брзина 600 редова/мин;
- Периферна опрема: Бушилице и верифицирке бушених картица, типа Creed.

## Напомена
- Детаљне блок-шеме рачунара ЦЕР-22 (цртежи и слике)види: Рачунар ЦЕР-22 (Душан Христовић), Аутоматизација у ХПЕЕА, бр.10, стр. 5-12, Београд 1969.